# Ready Steady Who
| Críticas profissionais | Críticas profissionais |
| Avaliações da crítica  | Avaliações da crítica  |
| Fonte                  | Avaliação              |
| ---------------------- | ---------------------- |
| Allmusic               | 3 de 5 estrelas.       |

Ready Steady Who é um EP  da banda de rock britânica The Who lançado no Reino Unido em 11 de novembro de 1966. O título refere-se ao programa de televisão Ready Steady Go!, onde a banda fizera recentemente uma aparição especial, mas apesar disso o álbum não contém as mesmas gravações apresentadas no programa. Com exceção de "Circles", todas as canções foram reeditadas como faixa-bônus do relançamento em CD de A Quick One em 1995.

## Faixas
Lado A
1. "Disguises" (Pete Townshend) – 3:10
2. "Circles" (Townshend) – 2:27

Lado B
1. "Batman" (Neal Hefti) – 1:22
2. "Bucket 'T'" (Don Altfeld, Roger Christian, Dean Torrence) – 2:07
3. "Barbara Ann" (Fred Fassert) – 1:59